# Lasioglossum leucorhinum
Lasioglossum leucorhinum är en biart som först beskrevs av Cockerell 1926.  Lasioglossum leucorhinum ingår i släktet smalbin, och familjen vägbin. Inga underarter finns listade i Catalogue of Life.